# オーバーン (ニューヨーク州)
オーバーン（英: Auburn）は、アメリカ合衆国ニューヨーク州の都市。カユガ郡の郡庁所在地である。人口は2万6866人（2020年）。フィンガー湖群の1つ、オウワースコウ湖の北端に位置している。市内に最高警備度のオーバーン矯正施設がある。アメリカ合衆国国務長官を務めたウィリアム・スワードや奴隷制度廃止運動家ハリエット・タブマンの家がある。スワードの家はハウス博物館になっている。

## 歴史

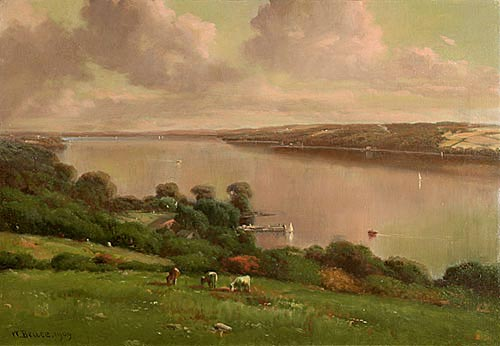
「ニューヨーク州オーバーン」1909年制作、ウィリアム・ブルース（1861年-1911年）画

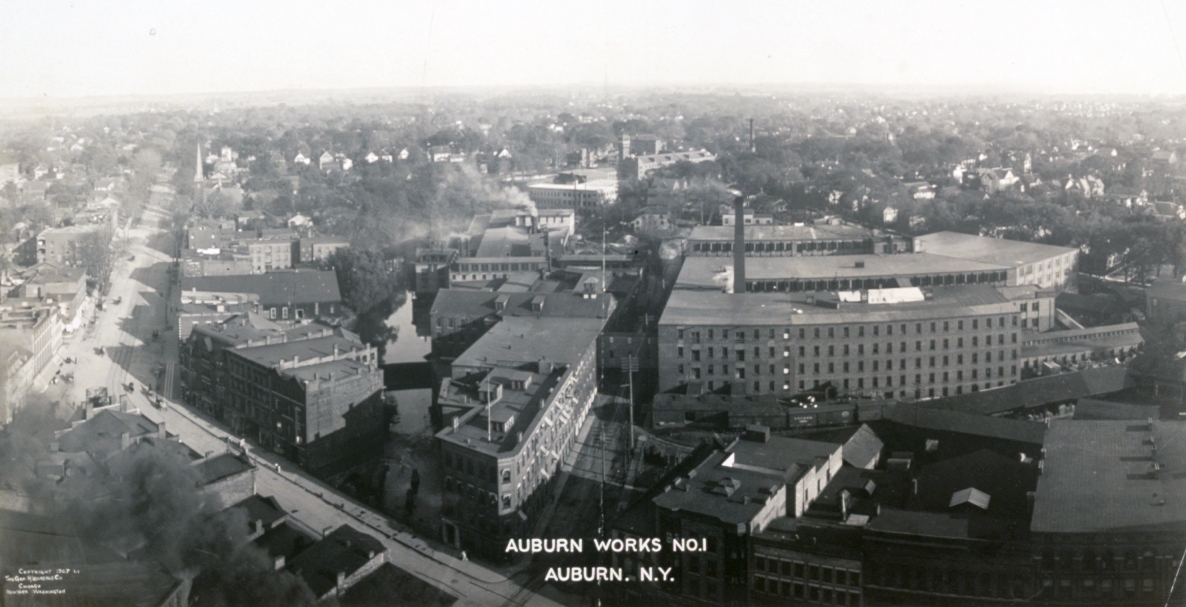
オーバーン工場、1907年

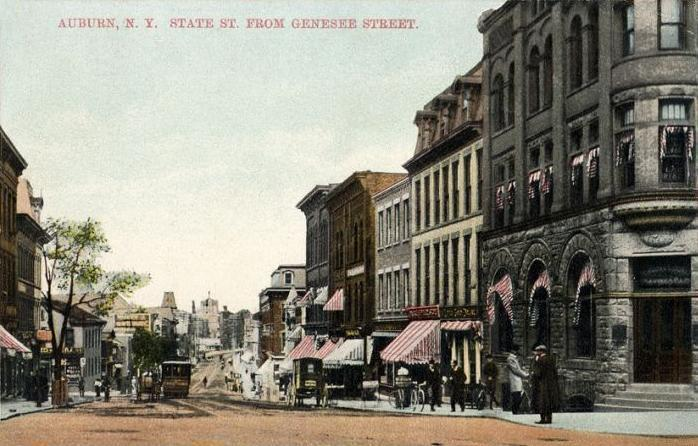
ステート通り、1910年

オーバーン周辺の地域は、ヨーロッパ人が接触し、記録が残される以前の長い間、イロコイ族の領土だった。
オーバーンの町は、アメリカ独立戦争の後でニューヨーク州西部が開拓された時代である1793年に設立された。設立者のジョン・L・ハーデンバーグは、独立戦争の間にイロコイ族に対抗したサリバン・クリントン遠征に従軍したベテランだった。ハーデンバーグはオウワースコウ川の傍に、幼い娘と2人のアフリカ系アメリカ人奴隷、ハリー・フリーマンとケイト・フリーマンと共に入植した。1806年に死んだ後、オーバーンのノース通り墓地に埋葬され、その後の1852年に市が新しく開いた埋葬地であるフォートヒル墓地に最初に埋葬される者として移葬された。町はハーデンバーグの製粉所と製材所の周りに成長した。
当初はオーレリアスの町のハーデンバーグズコーナーと呼ばれていたこの開拓地が、1805年に郡庁所在地となった時にオーバーンと改名された。1815年に法人化された村となり、1848年に市として認証された。1825年に開通したエリー運河からほんの数マイルの距離にあったので、土地の工場は安価に製品んを南北に運ぶことができた。1871年、リーハイ・バレー鉄道が資金を出したサザン・セントラル鉄道が完成し、ペンシルベニア州アセンズの石炭を、オーバーンを通ってオンタリオ湖のフェアヘイブンの桟橋まで運んだ。
1818年から1939年、オーバーンにはアメリカ合衆国でも著名な神学校であるオーバーン神学校があった。1939年、世界恐慌の結果として財政的な問題に直面し、ニューヨーク市のユニオン神学校のキャンパスに移転した。当時の建物で唯一オーバーンに残っているのはウィラード記念礼拝堂と、ネルソン通りにあるウェルチ記念ホールである。このホールはロチェスターのアンドリュー・ジャクソン・ワーナーが設計し、ルイス・カムフォート・ティファニーがステンドグラス窓と内部装飾を設計した。ティファニーによる礼拝堂内部装飾として、今日まで完全なまま改変されずに残っている唯一のものである。
1816年、オーバーン刑務所（オーバーン矯正施設）が、当時オーバーン・システムと呼ばれた囚人を扱うためのアイディアを詰めたモデルとして設立された。その施設や囚人を訪問者が見る時は料金を取られた。1890年8月6日、電気椅子による最初の処刑がオーバーン刑務所で行われた。1901年、ウィリアム・マッキンリー大統領を暗殺した犯人レオン・チョルゴッシュがここで処刑された。オーバーン・システムのアイディアは捨てられたが、刑務所は最高警備度の施設として運用が続けられ、大陸アメリカ合衆国でも最大級に厳しい刑務所となっている。

## 地理
オーバーンはフィンガー湖群の1つ、オウワースコウ湖の北端にあり、オウワースコウ湖を出た水はオウワースコウ・アウトレット、別名オウワースコウ川となって市内の北を抜け、セネカ川に至る。市が所有し運用するダムが湖からの流出量を制御しており、飲料やレクリエーション用に使われている。市の汚水処理場から出る廃水を扱うために川の水量を十分に保つことが求められている。
アメリカ合衆国国勢調査局に拠れば、市域全面積は8.4平方マイル (21.8 km2)であり、このうち陸地8.3平方マイル (21.6 km2)、水域は0.08平方マイル (0.2 km2)で水域率は0.89%である。
アメリカ国道20号線が市内を東西方向に抜ける幹線道であり、州道34号線と同38号線は南北方向に走り、20号線と市内で交差している。20号線で西に15マイル (24 km) 行けばセネカフォールズ町、州道5号線に北東に26マイル (42 km) 行けばシラキュース市がある。

## 気候
オーバーンの気候は季節によって温度差が大きく、夏は暖かいか暑く、湿気ることが多い。冬は寒く、厳しい寒さになることもある。ケッペンの気候区分に拠れば、湿潤大陸性気候、略号は "Dfb" である。

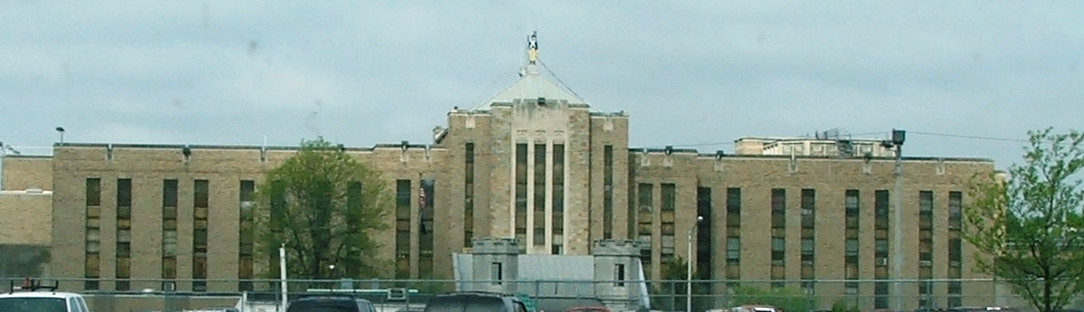
オーバーン矯正施設

| オーバーンの気候                                                         | オーバーンの気候 | オーバーンの気候 | オーバーンの気候 | オーバーンの気候 | オーバーンの気候 | オーバーンの気候 | オーバーンの気候 | オーバーンの気候 | オーバーンの気候 | オーバーンの気候 | オーバーンの気候 | オーバーンの気候 | オーバーンの気候 |
| 月                                                                       | 1月              | 2月              | 3月              | 4月              | 5月              | 6月              | 7月              | 8月              | 9月              | 10月             | 11月             | 12月             | 年               |
| ------------------------------------------------------------------------ | ---------------- | ---------------- | ---------------- | ---------------- | ---------------- | ---------------- | ---------------- | ---------------- | ---------------- | ---------------- | ---------------- | ---------------- | ---------------- |
| 最高気温記録 °F （°C）                                                   | 65 (18)          | 66 (19)          | 85 (29)          | 92 (33)          | 94 (34)          | 101 (38)         | 100 (38)         | 99 (37)          | 99 (37)          | 92 (33)          | 78 (26)          | 64 (18)          | 101 (38)         |
| 平均最高気温 °F （°C）                                                   | 30.0 (−1.1)      | 32.1 (0.1)       | 41.9 (5.5)       | 54.1 (12.3)      | 67.2 (19.6)      | 76.1 (24.5)      | 80.8 (27.1)      | 78.4 (25.8)      | 70.7 (21.5)      | 58.9 (14.9)      | 46.7 (8.2)       | 35.6 (2)         | 56.04 (13.37)    |
| 平均最低気温 °F （°C）                                                   | 12.0 (−11.1)     | 12.1 (−11.1)     | 21.9 (−5.6)      | 33.1 (0.6)       | 44.8 (7.1)       | 54.6 (12.6)      | 60.1 (15.6)      | 58.7 (14.8)      | 50.2 (10.1)      | 39.1 (3.9)       | 29.9 (−1.2)      | 19.5 (−6.9)      | 36.33 (2.4)      |
| 最低気温記録 °F （°C）                                                   | −23 (−31)        | −32 (−36)        | −14 (−26)        | 12 (−11)         | 26 (−3)          | 33 (1)           | 39 (4)           | 39 (4)           | 28 (−2)          | 16 (−9)          | 1 (−17)          | −21 (−29)        | −32 (−36)        |
| 降水量 inch （mm）                                                       | 2.70 (68.6)      | 2.28 (57.9)      | 3.03 (77)        | 3.24 (82.3)      | 3.61 (91.7)      | 4.37 (111)       | 4.17 (105.9)     | 3.69 (93.7)      | 4.28 (108.7)     | 3.82 (97)        | 3.74 (95)        | 3.42 (86.9)      | 42.35 (1,075.7)  |
| 降雪量 inch （cm）                                                       | 34.8 (88.4)      | 19.0 (48.3)      | 15.3 (38.9)      | 3.0 (7.6)        | .9 (2.3)         | 0 (0)            | 0 (0)            | 0 (0)            | trace            | .8 (2)           | 7.9 (20.1)       | 19.9 (50.5)      | 101.6 (258.1)    |
| 平均降水日数 （≥0.01 in）                                                | 18.5             | 15.9             | 13.6             | 12.1             | 13.6             | 13.9             | 11.2             | 11.0             | 13.2             | 13.6             | 13.5             | 18.2             | 168.3            |
| 平均降雪日数 （≥0.1 in）                                                 | 11.5             | 8.2              | 5.5              | 1.3              | .1               | 0                | 0                | 0                | 0                | .4               | 3.4              | 8.5              | 38.9             |
| 出典：NOAA (1971−2000), The Weather Channel (Precipitation and Extremes) |                  |                  |                  |                  |                  |                  |                  |                  |                  |                  |                  |                  |                  |

## 人口動態
以下は2000年国勢調査による人口統計データである。
| 基礎データ - 人口: 28,574 人 - 世帯数: 11,411 世帯 - 家族数: 6,538 家族 - 人口密度: 1,315.0人/km2（3,405.3 人/mi2） - 住居数: 12,637 軒 - 住居密度: 581.5軒/km2（1,506.0 軒/mi2） 人種別人口構成 - 白人: 88.57% - アフリカン・アメリカン: 7.59% - ネイティブ・アメリカン: 0.29% - アジア人: 0.57% - 太平洋諸島系: 0.02% - その他の人種: 1.41% - 混血: 1.55% - ヒスパニック・ラテン系: 2.82% 地域の他の町と同様イタリア系アメリカ人が多く、特に東ドミニク通りの近くにあるリトル・イタリーに集中している。 | 年齢別人口構成 - 18歳未満: 22.8% - 18-24歳: 9.3% - 25-44歳: 30.3% - 45-64歳: 19.8% - 65歳以上: 17.8% - 年齢の中央値: 37歳 - 性比（女性100人あたり男性の人口） - 総人口: 99.0 - 18歳以上: 97.8 世帯と家族（対世帯数） - 18歳未満の子供がいる: 28.1% - 結婚・同居している夫婦: 37.3% - 未婚・離婚・死別女性が世帯主: 14.7% - 非家族世帯: 42.7% - 単身世帯: 36.3% - 65歳以上の老人1人暮らし: 16.6% - 平均構成人数 - 世帯: 2.27人 - 家族: 2.98人 収入と家計 - 収入の中央値 - 世帯: 30,281米ドル - 家族: 41,169米ドル - 性別 - 男性: 32,349米ドル - 女性: 23,330米ドル - 人口1人あたり収入: 17,083米ドル - 貧困線以下 - 対人口: 16.5% - 対家族数: 12.5% - 18歳未満: 23.9% - 65歳以上: 10.2% |

## 教育
オーバーン拡大市教育学区はオーバーン市の公立教育体系である。現在は幼稚園から12年生を教える8つの学校がある。ウェスト中学校は経費節減のために2011年夏に閉鎖され、生徒はイースト中学校と合流した。
オーバーンで唯一のカレッジは2年制のカユガ・コミュニティカレッジである。市内フランクリン通り沿いにある。

## スポーツ

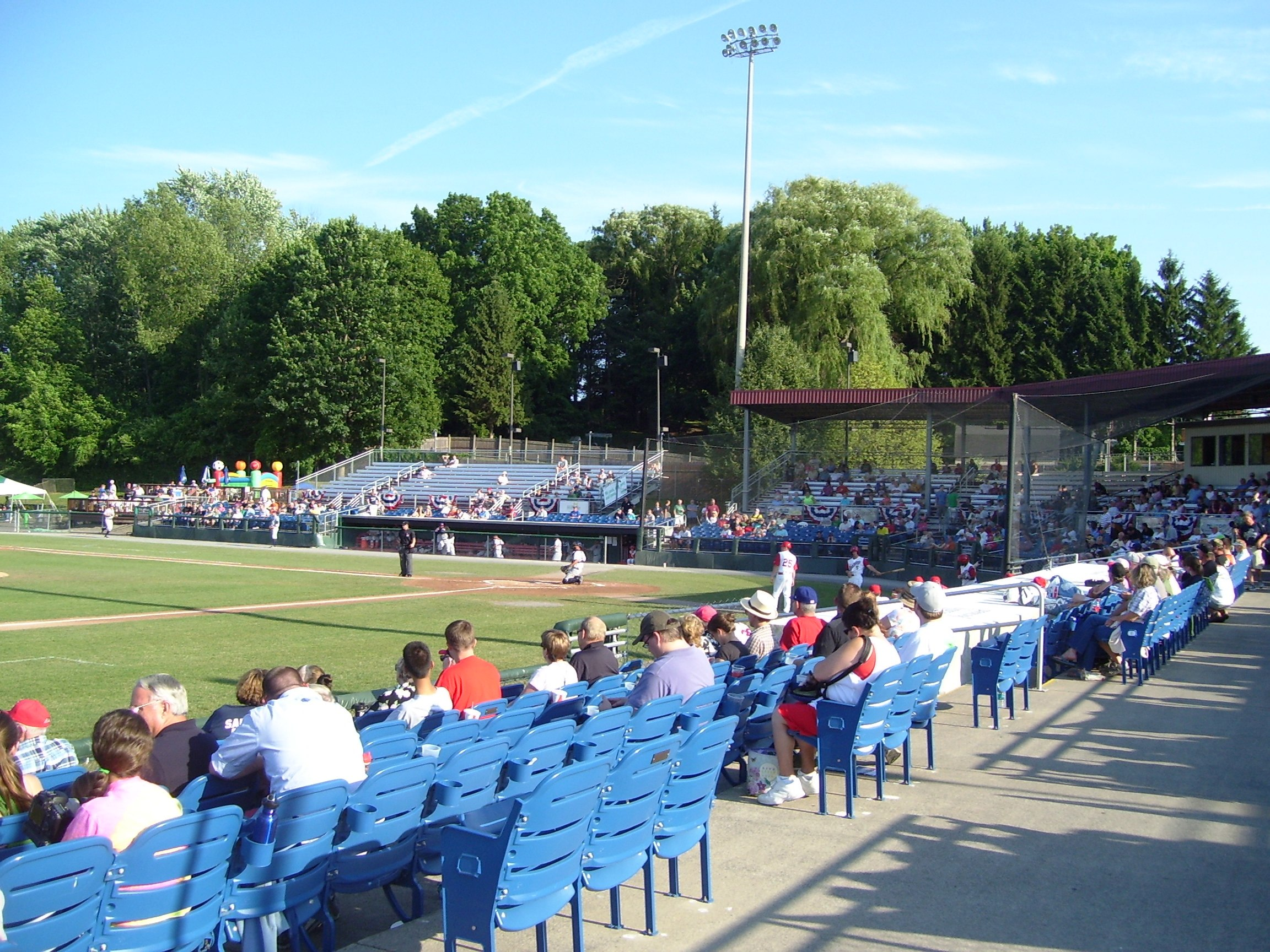
オーバーン・ダブルデイズの野球試合（2012年）

### プロ野球
オーバーンはプロ野球と長い付き合いがある。

#### ナショナル・アソシエーション
1901年、オーバーンは、現在単純にマイナーリーグと呼ばれるプロ野球リーグ・ナショナル・アソシエーションの本部になった。協会の財務官を長年務めたジョン・H・ファレルは地元の住人であり、彼が務めている間は協会の本部があり続けた。現在はフロリダ州セントピーターズバーグに本部が移されている。

#### オーバーン・コミュニティ・ベースボール
オーバーン市が所有するオーバーン・コミュニティ・ベースボールは、1958年からクラスA、ショートシーズンのニューヨーク・ペンリーグに属するオーバーン・ダブルデイズとその前身であるオーバーンのチームの親組織である。ホームゲームはレオ・ピンクニー・フィールド・アット・ファルコンパークで行う。ワシントン・ナショナルズの傘下である。

### グレート・レース
1978年から毎年8月の第2日曜日に、ラン、自転車、カヌー（またはカヤック）を組み合わせた3人ないし4人のリレーによる「グレート・レース」を開催している。オーバーン南郊外のオウワースコウ湖が出発とゴールになる。毎年平均2,000人から2,500人が参加しており、国内でも最大級のリレー競走会となっている。

## メディア
オーバーンで発行されている日刊紙は「ザ・シティズン」であり、1816年に発刊され、以前は「ザ・デイリー・アドバタイザー」や「ザ・シティズン・アドバタイザー」という名称だった。オーバーン市とカユガ郡で購読され、またニューヨーク州中央部に配布されている。朝刊は毎日発行され、発行部数は1万部、日曜版は12,000部である。リー・エンタープライズが所有している。

## 著名な出身者
オーバーン出身者の中でも、アメリカ合衆国国務長官を務めたウィリアム・スワードや奴隷制度廃止運動家ハリエット・タブマンが著名な人物である。
スワードはニューヨーク州上院議員、ニューヨーク州知事、アメリカ合衆国上院議員を務めた後、アメリカ合衆国大統領候補となり、選挙で敗れた後は、エイブラハム・リンカーン大統領とアンドリュー・ジョンソン大統領政権の国務長官になった。その間の1867年にはロシアからアラスカ購入を交渉し、そのことで「スワードの愚行」と呼ばれるようになった。1823年からその死の1872年まで、オーバーンに住んだ。奴隷制度に反対していた。1859年、奴隷制度廃止運動家のタブマンに土地の区画を売却し、タブマンはそこを北部でより良い生活を求めるアフリカ系アメリカ人の家族や友人達の安全な退避場を創設するために使った。
スワード邸は現在歴史博物館となっており、タブマン邸共々アメリカ合衆国国家歴史登録財に指定されている。

### 事業家、発明家
- セオドア・ケース、物理学者、リー・ド・フォレストと共にフォノフィルムの改良

### 政治家
- フレデリック・ウィリアム・スワード、アメリカ合衆国国務次官補、ウィリアム・スワードの次男
- ジョン・テイバー、アメリカ合衆国下院議員

### 軍人
- アブナー・ダブルデイ、南北戦争時の将軍、野球の創設者とされている

### スポーツの選手、文化人
- エリック・アダムス、バンド「マノウォー」のヴォーカル
- スコット・コロンバス、「マノウォー」のドラマー
- ジョーイ・ディマイオ、「マノウォー」のベース奏者
- サミュエル・ホプキンス・アダムス、作家
- レイモンド・ヒッチコック、俳優
- マーク・ジンドラック、プロレスラー

### その他
- ウィリアム・ケムラー、殺人者、電気椅子で初めて処刑された
- フレデリック・スタール、人類学者
- アニー・エドソン・テイラー、教育者、樽でナイアガラ滝を降りた冒険家
- マイケル・リンチ、遺伝学者

## 歴史的に興味ある場所
オーバーンにある多くの場所がアメリカ合衆国国家歴史登録財に指定されている。例えばオーバーン・ボタン工場とローガン・シルク工場、ベルト・ガスキン邸、ケース記念・シーモア図書館、カユガ郡庁舎と事務官事務所、ハリエット・タブマンの高齢者の家、ウィリアム・アンド・メアリー・ホスマー邸、セントピーターズ・エピスコパル教会複合施設、サンドビーチ教会、シャインズ・オーバーン劇場、トンプソンAMEザイオン教会、ハリエット・タブマン墓、ハリエット・タブマン邸、旧郵便局と裁判所、ウォール通りメソジスト・エピスコパル教会、シルベスター・ウィラード邸宅がある。ウィリアム・スワード邸とウィラード記念礼拝堂・ウェルチ記念ホールはアメリカ合衆国国定歴史建造物であり、サウス通り地域歴史地区は国定歴史地区である。

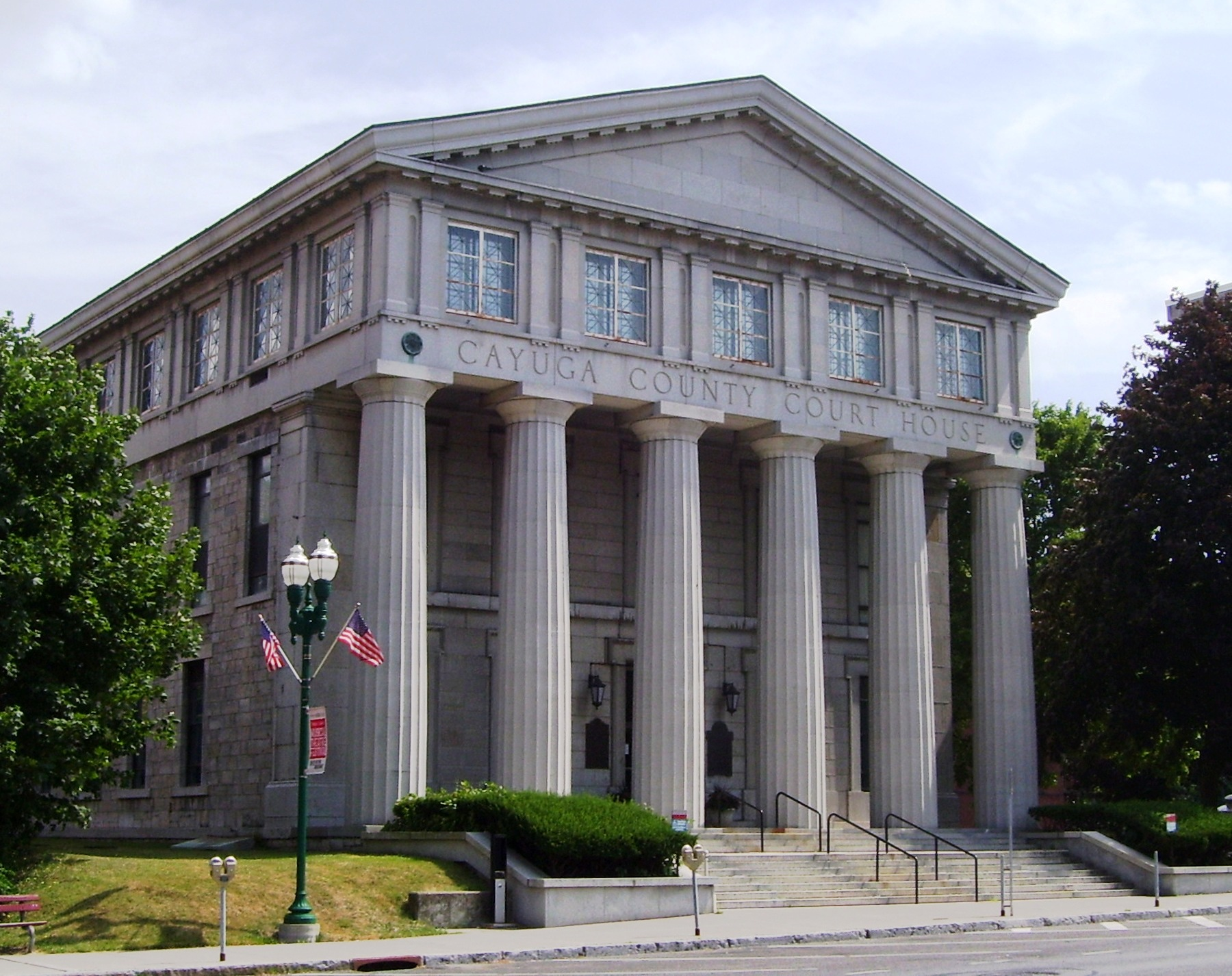
カユガ郡庁舎
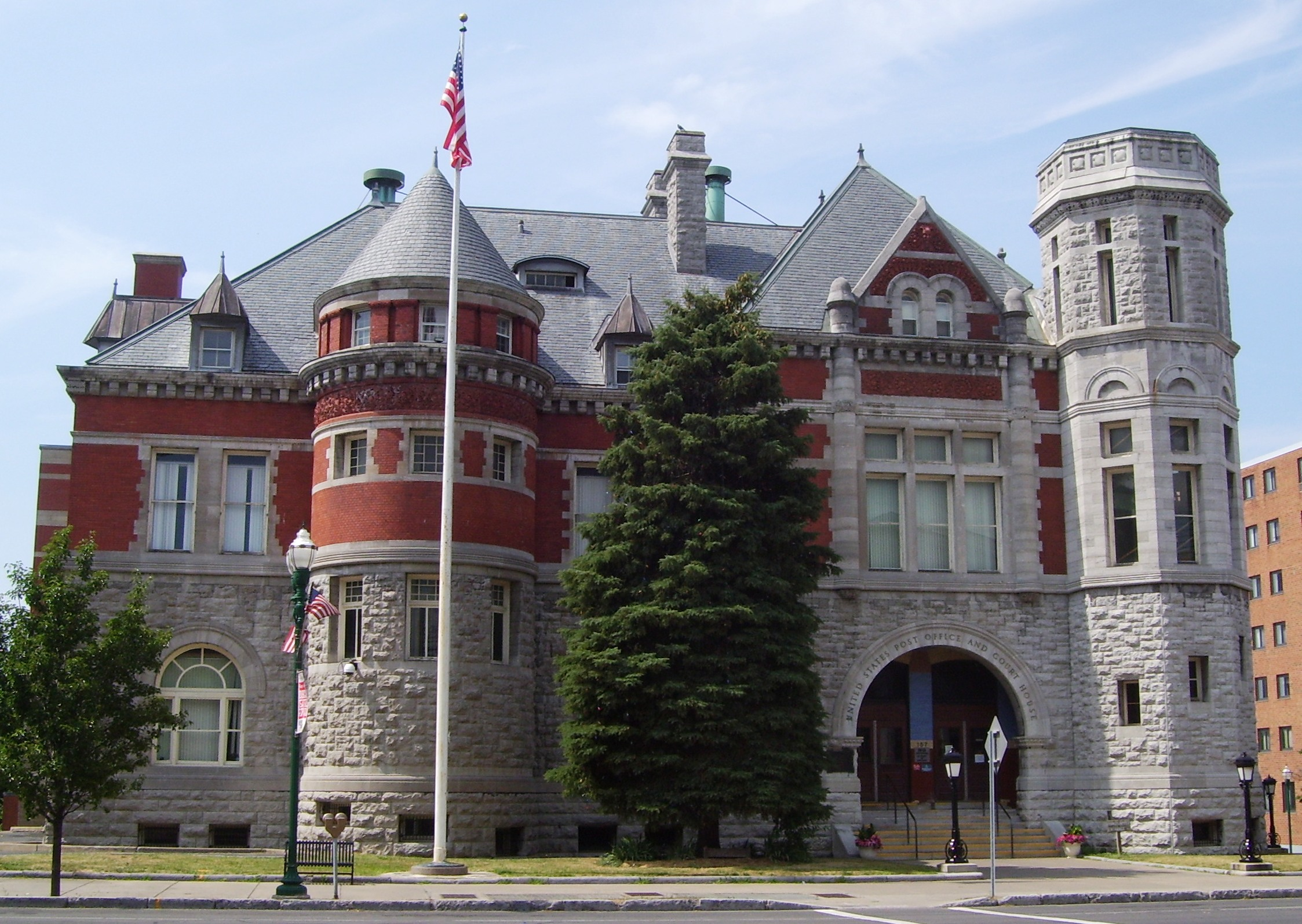
旧郵便局と連邦裁判所
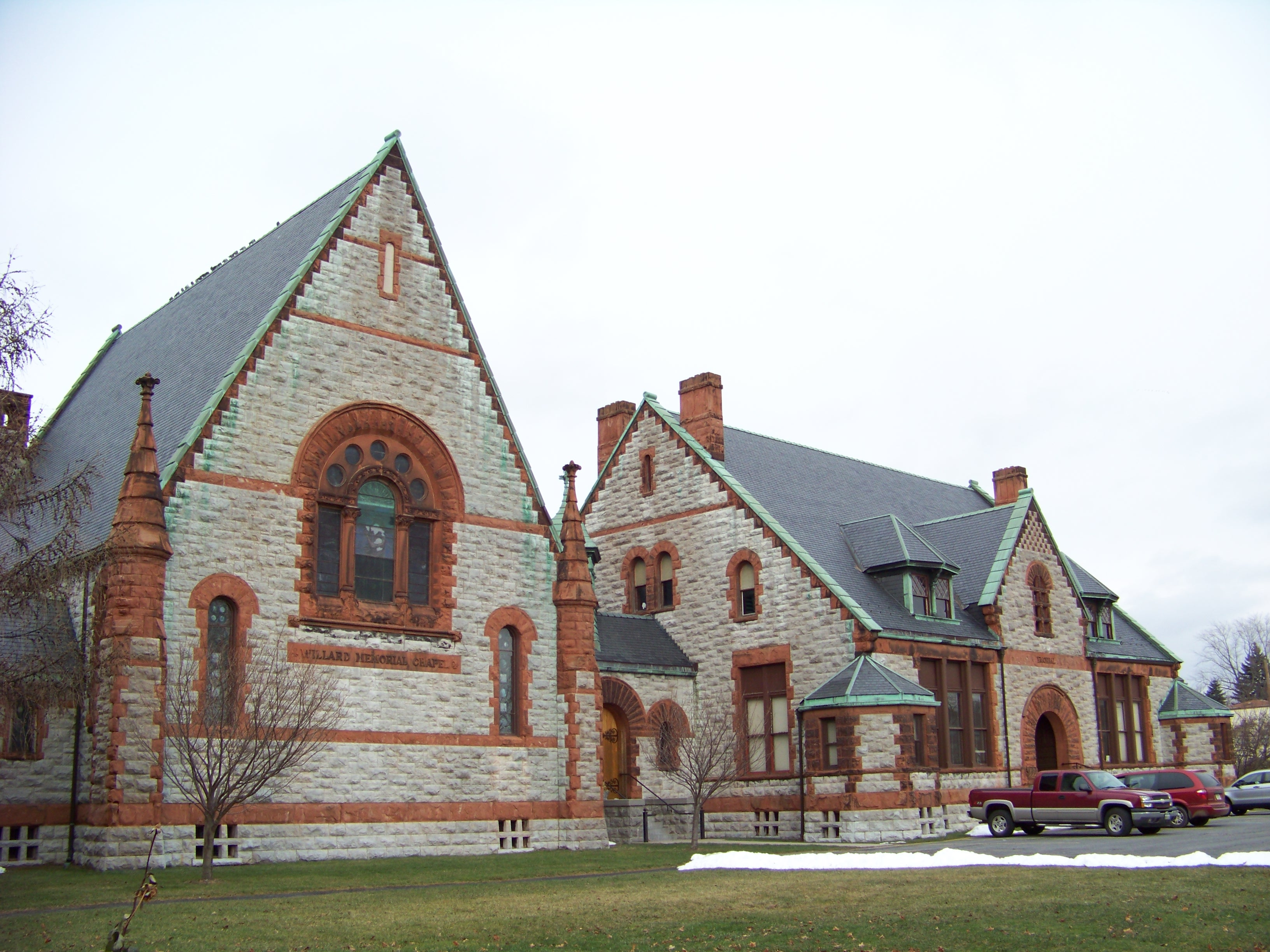
ウィラード記念礼拝堂
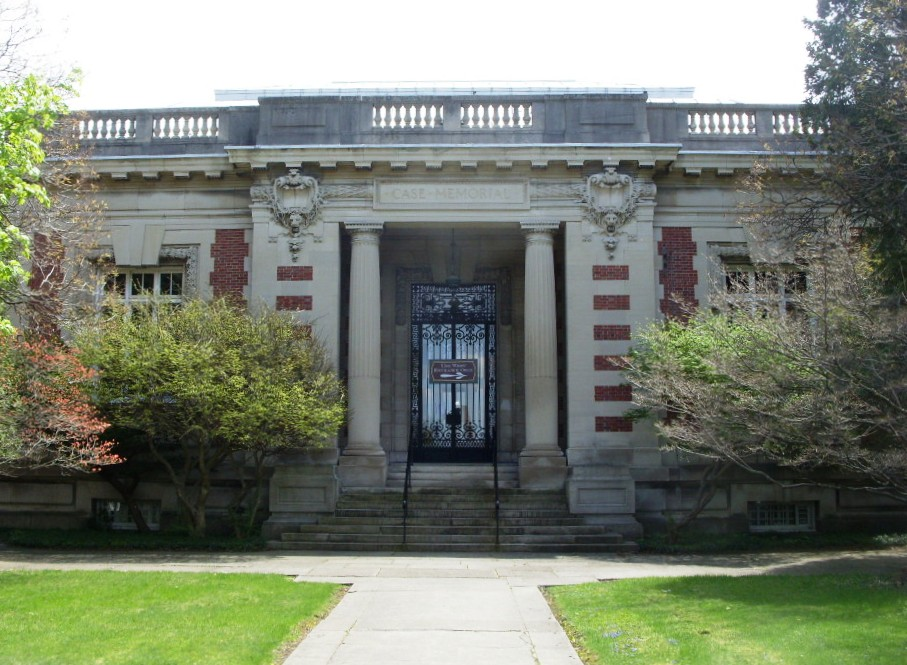
ケース記念-シーモア図書館
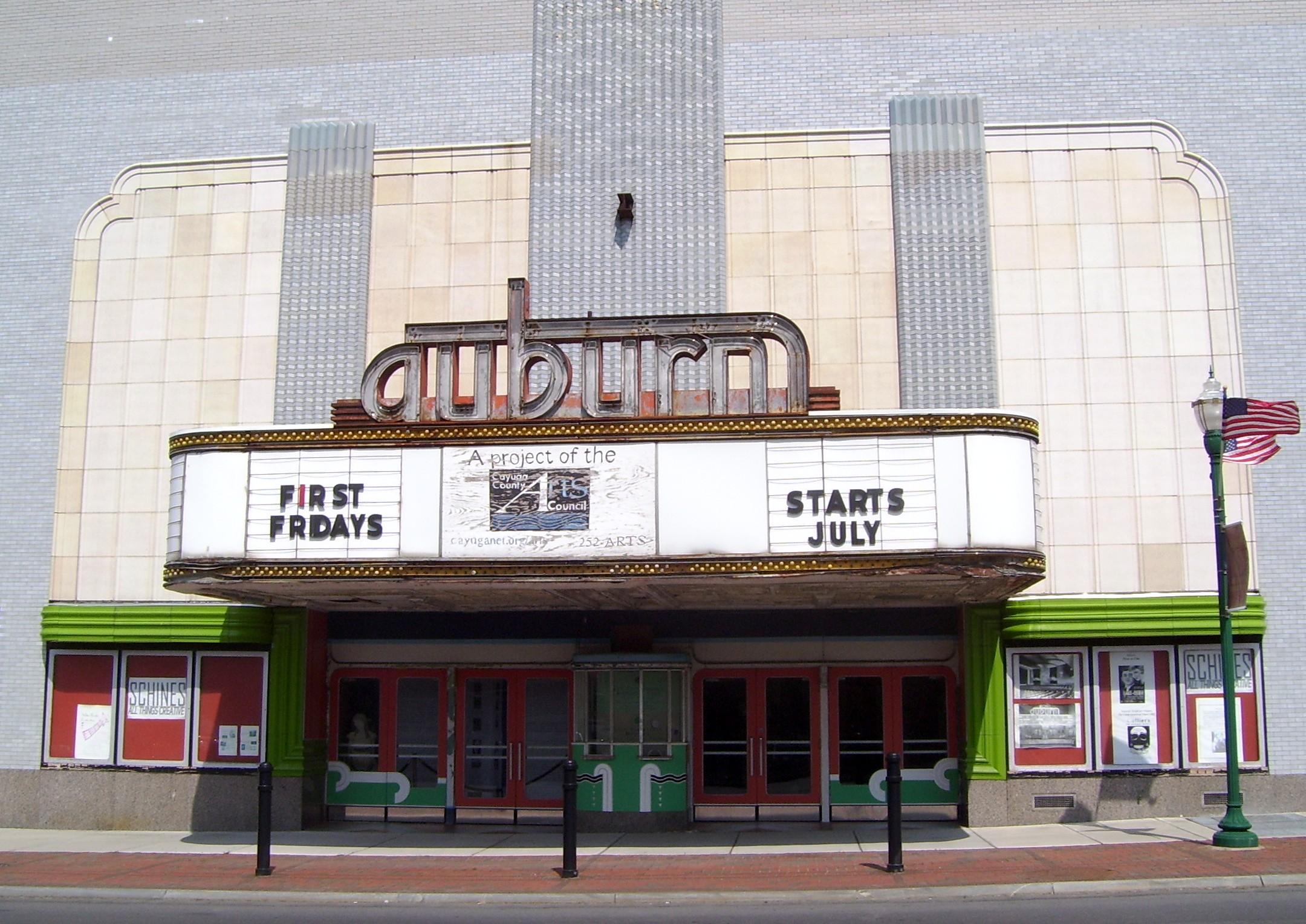
シャインズ・オーバーン劇場
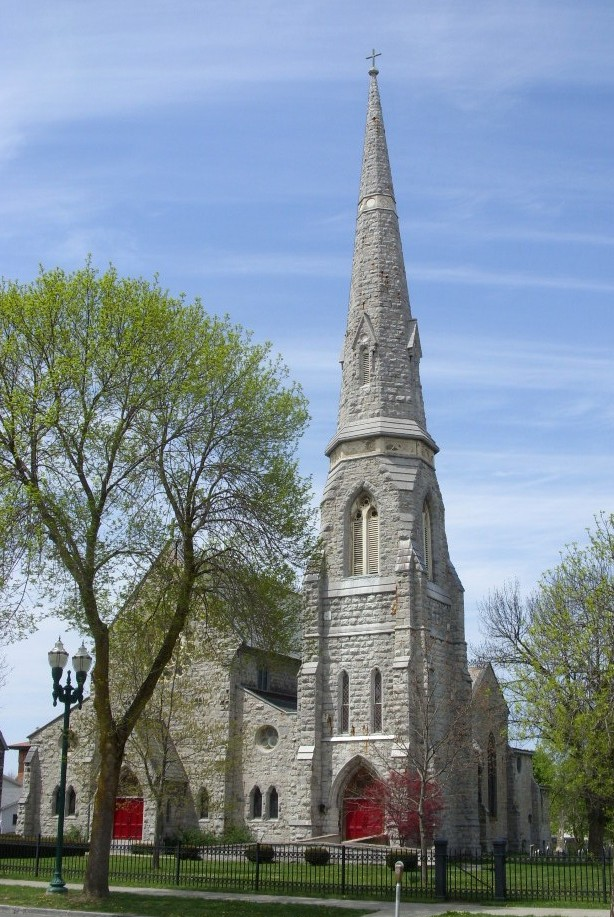
セントピーター・アンド・ジョン・エピスコパル教会